# دون وودز
دون وودز (بالإنجليزية: Don Woods)‏ هو مهندس وعالم حاسوب أمريكي، ولد في 30 أبريل 1954.

## وصلات خارجية
- دون وودز على موقع الموسوعة البريطانية (الإنجليزية)